# Abd al-Al Raszid
Abd al-Al Ahmad Raszid (arab. عبد العال احمد راشد, ur. 27 grudnia 1927 w Aleksandrii) – egipski zapaśnik. Brązowy medalista olimpijski z Helsinek.
Zawody w 1952 były jego jedynymi igrzyskami olimpijskimi. Walczył w stylu klasycznym, zdobywając brąz w wadze piórkowej, poniżej 62 kilogramów.